# Huta Imbarugul
Huta Imbarugul is een bestuurslaag in het regentschap Padang Lawas Utara van de provincie Noord-Sumatra, Indonesië. Huta Imbarugul telt 279 inwoners (volkstelling 2010).